# Antonín Hojer
Antonín Hojer (né le 31 mars 1894 à Prague à l'époque en Autriche-Hongrie, aujourd'hui en République tchèque et mort le 22 octobre 1964) est un joueur de football international tchécoslovaque (tchèque) qui évoluait au poste de défenseur.
Son frère, František, était également footballeur.

## Biographie

### Carrière en sélection
Avec l'équipe de Tchécoslovaquie 35 matchs (pour 3 buts inscrits) entre 1920 et 1930. Il figure dans le groupe des sélectionnés lors des JO de 1920 et de 1924.

## Palmarès
| Sparta Prague - Championnat de Tchécoslovaquie (7) : - Champion : 1919, 1920, 1921, 1922, 1923, 1925-26 et 1927. - Vice-champion : 1925 et 1929-30. - Coupe Mitropa (1) : - Vainqueur : 1927. - Finaliste : 1930. |  | Tchécoslovaquie - Jeux olympiques : - Argent : 1920. |